# Praznik dela
Praznik dela (znan tudi kot prvi maj) je mednarodni praznik dela, ki ga 1. maja vsako leto praznujejo v večini držav sveta, redka izjema so ZDA. Praznik je izvorno spomin na krvave demonstracije v ameriškem Chicagu v teh dneh leta 1886, znane pod imenom Haymarketski izgred, pa tudi največje praznovanje socialnih dosežkov mednarodnega delavskega gibanja. Zaradi politično levega navdiha, ki ga nosi praznik, je bil prvi maj skozi vso svojo zgodovino izstopajoči dogodek za demonstracije različnih socialističnih, komunističnih in anarhističnih skupin.

## Zgodovina
Tradicija prvega maja kot mednarodnega praznika dela se pričenja v letu 1886 s Haymarketskim izgredom, ko je Federacija organiziranih obrti in delavskih zvez po uspehih, ki jih je doseglo kanadsko delavsko gibanje zlasti leta 1872, zahtevala več delavskih pravic, med njimi predvsem uzakonjen 8-urni delavnik. V podporo pritisku delavskih organizacij, da bi ta predpis stopil v veljavo s 1. majem tega leta, so se na ta rok v Chicagu organizirale trume delavcev in pričele splošno stavko. 4. maja so se delavci zbrali na mestnem trgu Haymarket, kjer je po začetnem miru pred policijsko četo vendarle eksplodirala bomba in ubila 8 policistov. Na to je policija odgovorila s streljanjem in ranjenjem več deset ljudi; ker mnogi niso tvegali morebitne aretacije ob obisku uradne zdravstvene pomoči, se je število žrtev ustavilo pri 11. Kasneje je bila pravica do 8-urnega delavnika kljub vsemu uveljavljena, v spomin na tragičen dogodek pa so se odvili tudi veliki izgredi leta 1894 in 1919.
Po teh dogodkih se je ta majski dan v delavskih krogih imel za praznik dela, ki so ga ljudje obeleževali z različnimi rituali, med drugim v množici dežel s kurjenjem kresov v spomin na dogodke leta 1886. V 20. stoletju je prvi maj pridobil uraden status praznika dela, začenši v Sovjetski zvezi. Praznovanja delavskega dne so v času hladne vojne v komunističnih državah dobila obliko velikih vojaških parad in vladno podprtih zborovanj delavstva.
V današnjem času je obeleževanje prvega maja še vedno močno povezano z velikimi zborovanji ali protesti delavcev po mnogih mestih celotnega sveta, navadno pa jih organizirajo delavske organizacije, kakršne so sindikati. Temu pa ni tako v Združenem kraljestvu in Združenih državah Amerike, kjer je, zlasti v slednjih, protikomunistična politika v prvi polovici 20. stoletja, znana tudi kot rdeči strah, pregnala praznovanje prvega majskega dne in ga nadomestila z dnevom prava.

## Poskusi nadomeščanja prvega maja
Skozi zgodovino se je odvilo mnogo različnih poskusov, ki so si prizadevali nadomestiti ali izničiti tradicije in pomen prvega maja ter s tem levo politično ideologijo, a je za današnje razmere pomembna le peščica izmed teh prizadevanj. Izmed njih je najbolj uspela opustitev praznovanja prvega maja v Združenih državah, ki so znane po svoji močni protikomunistični tradiciji. V njih se tako danes praznuje Delavski dan v prvem ponedeljku septembra, ko se obeležuje pomen ameriških delavcev pri blaginji in moči države. 1. maj pa v ZDA velja kot dan prava, ki izkazuje pomen pravnega sistema za družbo in njeno ureditev.
Social-demokratske stranke prednacistične nemške Weimarske republike niso uzakonile prvega maja, pač pa so to napravili nacisti v začetku svojega vladanja. Imenovali so ga za dan dela, ob tem pa prepovedali kakršnakoli socialistično usmerjena zborovanja delavcev v tem dnevu. 2. maja 1933 so nacisti prepovedali vse proste delavske zveze in druge neodvisne delavske organizacije v Nemčiji.
Rimskokatoliška cerkev je verski navdih prvemu maju skušala dodati leta 1955, ko ga je razglasila za dan Svetega Jožefa Delavca. Dokaj pozno je tako poskusila spremeniti nereligiozno naravo tega praznika.

## Lokalne tradicije
Od konca 90. let 20. stoletja dalje prihaja v Združenem kraljestvu do obsežnih in nasilnih demonstracij protikapitalističnega gibanja, ki se mnogokrat končajo s spopadi protestnikov in policije.
Takšna tradicija praznovanja prvega maja pa izhaja iz Nemčije, in sicer iz leta 1929. Takrat je Nemška socialdemokratska stranka prepovedala letne delavske demonstracije v Berlinu. Nemška komunistična partija, ki je bila v tistem času najmočnejša stranka v Berlinu, je kljub temu sklicala prvomajske demonstracije, posledica česar je bilo 11.000 izstreljenih nabojev, 32 smrtnih žrtev in vsaj 80 težkih ranjencev zaradi policijskega nasilja. Ta incident, ki ga nemški jezik pomni kot »Blutmai« (krvavi maj), je močno poglobil razhajanja med obema osrednjima levima strankama, socialdemokrati in komunisti. Posledična nezmožnost skupnega nastopa je bila soodgovorna za vzpon nacistične stranke leta 1933. Tudi v današnji Nemčiji imajo prvomajska zborovanja močan političen prizvok, od leta 1987 dalje pa so znane po svoji nasilnosti, ko se radikalni levičarji spopadajo s policisti. V zadnjih letih so kot provokacijo svoja zborovanja tega dne organizirali tudi skrajni desničarji, kar je vodilo do spopadov med obema skupinama demonstrantov.

## Prvi maj v Sloveniji
Pred 2. svetovno vojno se praznik v Sloveniji ni uradno obeleževal, čeprav so neuradne slovesnosti obstajale in jih oblast načeloma ni prepovedovala. Prvo uradno praznovanje je bilo pod nacistično nemško oblastjo 1941 (v Nemčiji so praznik prvič uradno uvedli nacionalsocialisti 1933 in ga med vojno razširili na zasedena območja). Mnenja zgodovinarjev o tem, če in v kakšnem obsegu so pri praznovanju sodelovali domači Komunisti (v tem času je veljal pakt Ribbentrop-Molotov) so deljena. .
Slovenska tradicija prvi maj obeležuje zlasti s kresovi in nošnjo nageljnov. Prvi maj je po vojni s kurjenjem kresov in postavljenjem mlajev nadomestil praznik sv. Krstnika oz. kresne noči.